# Direitos humanos na Alemanha Nazista
Uma das características principais do fascismo é o desprezo pelos Direitos Humanos também na Alemanha Nazi. As violações de direitos humanos na Alemanha nazi serviu de modelo para os Estados Unidos nos anos seguintes.
De 1933 a 1945, o regime nazista governou a Alemanha e controlou grandes porções da Europa. Nesse período, a Alemanha nazista se afastou de sua sociedade pós-Primeira Guerra Mundial e sobrepôs sua ideologia central de “racismo biológico” aos sistemas legal e de justiça da Alemanha. A mudança do sistema legal tradicional da Alemanha, o “Estado normativo”. para a missão ideológica dos nazistas, o "Estado Prerrogativo" possibilitou a realização das atrocidades em massa comumente associadas ao regime nazista. Para que isso ocorresse, o sistema de justiça formal dependia significativamente de juízes, advogados e outros funcionários públicos para aclimatarem a interferência nazista.

## História
Após a Primeira Guerra Mundial, a Alemanha manteve a lei como uma “entidade mais respeitada” [2] ao recuperar a estabilidade e a confiança significativas do povo. Isso é frequentemente creditado ao trabalho de advogados e juízes, a maioria deles judeus. Hitler foi inspirado por Mussolini e sua Marcha sobre Roma para ganhar poder na Itália. A ação resultante de Hitler, conhecida como "Putsch da cervejaria", ocorreu na Baviera, Munique, em 8 e 9 de novembro de 1923. O golpe foi interrompido pela polícia bávara, resultando na morte de 16 nazistas e na prisão de Hitler, onde ele escreveu a famosa Mein Kampf. Hitler também aumentou ainda mais sua popularidade, explorando as dificuldades econômicas que ocorriam durante esse período. Suas ações e objetivos foram descritos desde então como usando a "Constituição para destruir a Constituição" e as "regras da república para destruir a república". A influência nazista aumentou depois de ganhar a maioria do voto popular nas eleições gerais de 1932 do Reichstag sem obter a maioria. A pressão pública fez com que o presidente Paul von Hindenburg nomeasse Hitler como chanceler da Alemanha em 30 de janeiro de 1933, conhecido como Machtergreifung (tomada do poder).
O incêndio do Reichstag em 27 de fevereiro foi usado como pretexto para suspender a Constituição de Weimar e introduzir um estado de emergência por quatro anos. Isto foi englobado no Decreto do incêndio do Reichstag, para “salvaguardar a segurança pública”, restringindo liberdades civis, enquanto concedendo maior discrição à polícia. Graves ações penais foram tomadas pela SA (Sturmabteilung) com esta legislação resultando em prisões de 4.000 membros do Partido Comunista da Alemanha. O poder legislativo também foi dado a Hitler para que seu governo pudesse criar leis sem voto no Parlamento.
Vários princípios foram também invocados durante o estado de emergência, incluindo:
- Führerprinzip ("Princípio do Führer") - designou Hitler como acima da lei, portanto não vinculado a ela.[6]
- Princípio Volkista da Desigualdade Racial - organização do sistema judicial por raça. Isso significava que qualquer pessoa que não fosse considerada parte da Volksgemeinschaft (comunidade nacional) era vista como fora da lei e, portanto, não protegida por ela.[6]

A partir de 1933, o Ministério do Interior do Reich (RMI) foi utilizado pelo governo nazista para continuar a ascensão ao poder. Foi elaborada uma nova legislação sobre serviço civil que permitiu a remoção de pessoas não-arianas ou daquelas “politicamente não confiáveis”. A autonomia foi essencialmente removida dos estados alemães através de um processo de "coordenação", conhecido como Gleichschaltung. A ideologia nazista foi implementada simultaneamente através de legislação racial e ancestral. Em 1936, Heinrich Himmler, líder da SS e Secretário de Estado da RMI, foi encarregado da polícia. Com o crescimento da Alemanha nazista, a RMI organizou a administração em territórios recém-adquiridos para criar a legislação nazista.
Outras datas importantes incluem:
- 30 de junho de 1934 - a "Noite das Facas Longas", onde 80 líderes da tropa de assalto e outros oponentes de Hitler foram presos e fuzilados.
- 2 de agosto de 1934 - a morte do presidente alemão e a assunção dos poderes presidenciais por Hitler. Sua ditadura é construída sobre a posição de presidente do Reich (chefe de Estado), Chanceler do Reich (chefe de governo) e Führer (líder do partido nazista).[8]
- 9 a 10 de novembro de 1938 - Noite dos Cristais (Kristallnacht). Ataques contra sinagogas, empresas judaicas, estabelecimentos comerciais e cidadãos judeus em geral. Mais de 100 foram mortos e milhares foram presos.[9] 267 sinagogas em toda a Alemanha, Áustria e Sudetos foram destruídas; com bombeiros instruídos a evitar que as chamas se espalhassem, mas não para tirar dos edifícios os judeus. Aproximadamente 30.000 homens judeus foram presos e transferidos para campos de concentração ou prisão. O governo também colocou toda a culpa no povo judeu pelos ataques, impondo uma multa de um bilhão de Reichsmarks. Rotulada como outro ponto de virada fatal na história judaica, a Kristallnacht provocou decretos adicionais para remover os judeus da vida econômica e social alemã, forçando a sua emigração.[10]

## Leis nazistas

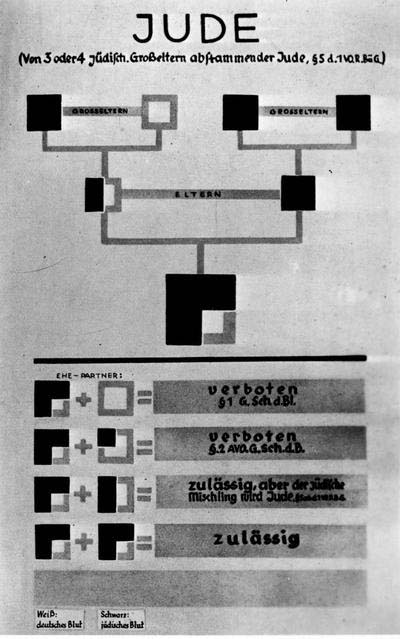
Leis contra miscigenação com judeus.

Leis foram constantemente introduzidas e desenvolvidas na Alemanha nazista. Começando em março de 1933, após o incêndio do Reichstag, a Lei Habilitante alterou a Constituição de Weimar. Isso significava que Hitler e seu governo seriam capazes de aprovar leis, mesmo violando a constituição, sem passar por procedimentos anteriores do Reichstag ou aprovação do presidente. Táticas de intimidação foram usadas pelos nazistas para impedir que os eleitores da oposição comparecessem, resultando em uma votação de 444 a 94.

## Leis de Nuremberg
Uma vez que a Alemanha estava completamente sob a lei de Hitler, a freqüência e a severidade das leis aprovadas aumentaram, em particular com as Leis de Nuremberg, conforme exigido por Hitler. Estes foram anunciados após a reunião anual do partido nazista em Nuremberg em 15 de setembro de 1935. As leis de Nuremberg consistiam em três leis que se tornaram a autoridade pela qual as prisões e a violência contra os judeus foram legalizadas. Embora inicialmente imposta na Alemanha, a expansão nazista durante a Segunda Guerra Mundial resultou na imposição destas leis nos territórios que ocupavam.

## Leis de cidadania
A Lei da Cidadania especificou a quem os direitos civis e políticos seriam concedidos e aqueles que seriam negados em conformidade. Somente os cidadãos do Reich, classificados como “sangue alemão ou relacionado”, receberam esses direitos, excluindo, portanto, os judeus. Os judeus eram agora Staatsangehörige ("sujeitos sem Estado"), ou "estrangeiros de nenhum país".

## Lei da proteção da honra e do sangue alemães
continha cinco cláusulas chave:
1. Casamentos entre judeus e alemães ou sangue de parentesco são proibidos e quaisquer casamentos desse tipo são nulos.
2. Relações sexuais fora do casamento entre judeus e alemães ou sangue afim eram proibidas.
3. Os judeus não podiam empregar mulheres cidadãs de sangue alemão ou de parentesco como empregadas domésticas.
4. Os judeus foram proibidos de exibir no Reich a bandeira nacional ou as cores nacionais.
5. Pessoa que agir contrariamente ao primeiro artigo foi punida com trabalhos forçados, ao segundo artigo foi preso e prisão com uma multa pelo terceiro.[3]

Depois que essas leis foram aprovadas, um decreto suplementar de 14 de novembro forneceu uma definição do que era uma pessoa judia. Sendo identificado 'judeu' não era mais uma declaração de crenças religiosas e, como tal, este decreto não só incluía aqueles que abertamente seguiam a fé judaica, pertencia à religião judaica após a publicação, ou mais tarde entrou na religião judaica. O decreto também classificava quem tivesse três ou mais avós judeus completos, dois avós judeus casados com um cônjuge judeu, independentemente de eles ainda seguirem a religião ou terem se convertido a outra religião como judeus. Além disso, aqueles que eram de três quartos judeus, ou meio judeus, ao se casar com um judeu ou se unir a uma comunidade judaica, também eram considerados judeus. Havia 1.900 desses exemplos de "lei judaica especial", ambos enfatizando a moralidade ariana e antigas idéias anti-semitas de "contra-moralidade judaica". Advogados e notários judaicos já haviam sido proibidos de trabalhar para a cidade em um decreto de 1933. Esses anos viu ideologia nazista continuam a rastejar para o sistema legal, algumas leis e decretos, incluindo:
1. Proibição do uso de nomes judaicos para ortografia na entrega de telegramas por telefone (22 de abril de 1933).
2. Os não-arianos não podem ser nomeados como juízes leigos ou membros do júri (13 de novembro de 1933).
3. Tudo o possível deveria ser feito para acabar com a aparência de que os estudantes arianos estão recebendo assistência de judeus na preparação de seus exames (4 de abril de 1935).

Proibição de abate de animais de acordo com o costume judaico.
1. leis destinadas a atletas judeus, com pugilistas judeus excluídos da competição, e não nadando em lugares públicos, pois acreditava-se que eles poluiriam a água.

Por um breve período antes e durante os Jogos Olímpicos de 1936 realizados em Berlim, Nuremberg moderou as leis e os ataques raciais antijudaicos, removendo sinalizações e regulamentações discriminatórias. Isto é considerado como uma tentativa de Hitler para apaziguar a audiência internacional e limitar a crítica internacional e a interferência, o que teria prejudicado a reputação de prestígio da Alemanha. Apesar disso, as "leis raciais" subjacentes permaneceram intactas com atletas judeus excluídos da competição nos Jogos Olímpicos.

## Outras leis de cariz econômico
Entre 1938 e 1939, o "ponto decisivo de virada" começou com a aprovação de leis adicionais. Estes viram o uso de assédio econômico e até violência para forçar os judeus a fugir da Alemanha e da Áustria. Estes incluíram:
1. Médicos judeus foram de-certificados e não mais autorizados a tratar pacientes alemães.
2. Os judeus não tinham permissão para possuir jardins privados.
3. Todas as ruas da Alemanha foram renomeadas.
4. Os judeus eram proibidos de assistir a cinemas, óperas e concertos.
5. Crianças judias proibidas de frequentar a escola pública.
6. Roubar judeus tornou-se legal e os judeus foram forçados a entregar “todas as jóias de qualquer valor”.[17]

## Serviço legal nazista
O serviço civil durante este tempo serviu como um quadro legal para privar o povo judeu dos seus direitos fundamentais. A oportunidade de criar uma política judaica tornou-se muito estimada, fornecendo plataformas para carreiras de burocratas com a competição de alto risco, resultando em arremessos cada vez mais dramáticos. A inteligência e a familiaridade com o sistema legal desses indivíduos significavam que estruturas e sistemas legais poderiam ser facilmente manipulados.
Os tribunais perderam sua independência, pois eram controlados por Hitler para fortalecer e apoiar seu governo. Os advogados e juízes judeus, assim como quaisquer outros com visões socialistas ou "preocupantes" ao Partido Nazista, foram removidos de seus empregos. O princípio legal abrangente nos tribunais tornou-se "senso comum" nazista, com o lema "tudo o que é bom para a Alemanha é legal".
O Tribunal do Povo (Volksgerichtshof) foi criado em 1934 para os acusados de crimes políticos. A partir de 1938, todos os atos criminosos e, a partir de 1939, todas as infrações menores seriam processadas neste Tribunal. O presidente Roland Freisler foi nomeado em 1942 para servir tanto como juiz quanto como interrogador, e tornou-se famoso por seus “rancorosos e depreciadores” argumentos contra réus e advogados. Palavras de estatutos foram sistematicamente "mal interpretadas" com o Tribunal descrito como cometendo "assassinatos judiciais". A separação entre clientes e advogados foi calculada para evitar que a comunicação com discursos de defesa seja interrompida. Os tribunais eram compostos por três juízes, com todos os veredictos finais e a parte culpada imediatamente executada. A tentativa de golpe em 20 de julho de 1944 desencadeou uma série de processos agressivos neste tribunal. Em pouco mais de um ano, mais de 110 sentenças de morte foram distribuídas em 50 tentativas.